# ヤクザ映画
ヤクザ映画（ヤクザえいが）は、犯罪映画の中でも日本のヤクザ・暴力団の対立抗争、任侠などをモチーフとするカテゴリーである。
仁侠映画（にんきょうえいが）とも称される。東映を中心に1960年代から70年代にかけて一大ジャンルを築いた。
本項では、その東映を筆頭に各社がこのジャンルの映画を量産した1960年代から70年代を中心に、その後の状況までを記述する。

## 歴史
やくざ自体を主題とする映画は、長谷川伸の『瞼の母』や子母澤寛の股旅物、伊藤大輔監督の『忠次旅日記』など、戦前からあった。また戦後も『清水の次郎長伝』『次郎長意外伝』『次郎長富士』『国定忠治』など、盛んに制作された。清水の次郎長が登場する映画は約200本、国定忠治が登場する映画は約130本ぐらいあるとされる。ヤクザ映画は日本人の心情になじんだ主題を現代に置き換えたもので、制作が本格化するのは日本経済が高度成長に向けて走り始めた1960年代に入ってからである。

## ヤクザ映画という呼称

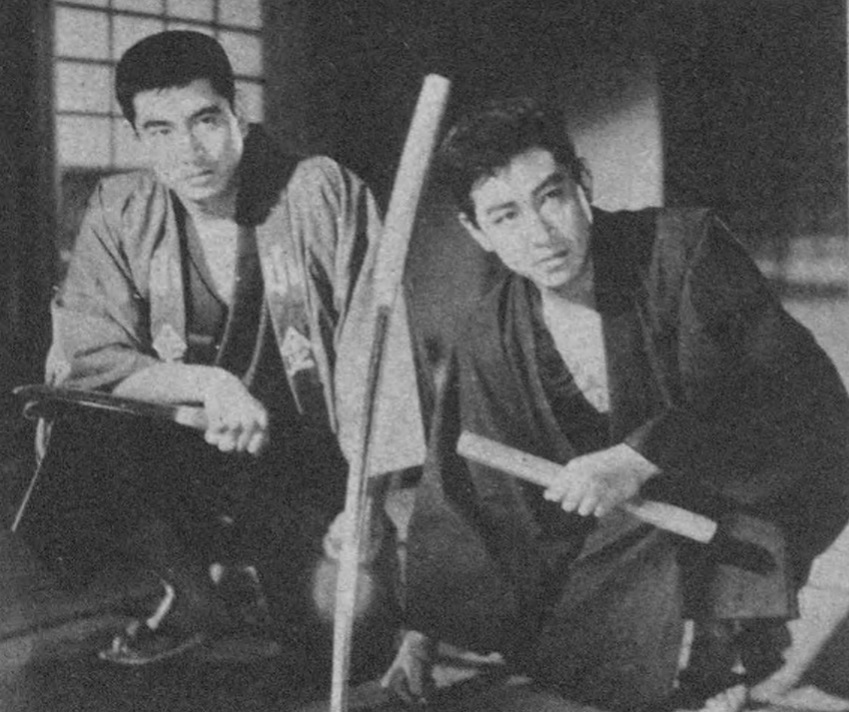
『人生劇場 飛車角』（1963年）

「やくざ映画」という呼称が一般化したのは、1963年当時の東映東京撮影所（以下、東映東京）所長・岡田茂が鶴田浩二主演・沢島忠監督でプロデュースした『人生劇場 飛車角』を大ヒットさせてからである。「やくざ路線」という呼称は『人生劇場 飛車角』封切時の文献に既に見られる。
欧米のギャングやマフィアを描いたジャンルはギャング映画と称され、東映でも任侠路線を敷く前史として岡田が「東映ギャング路線」を敷いていた時期があった。

## 東映任侠路線

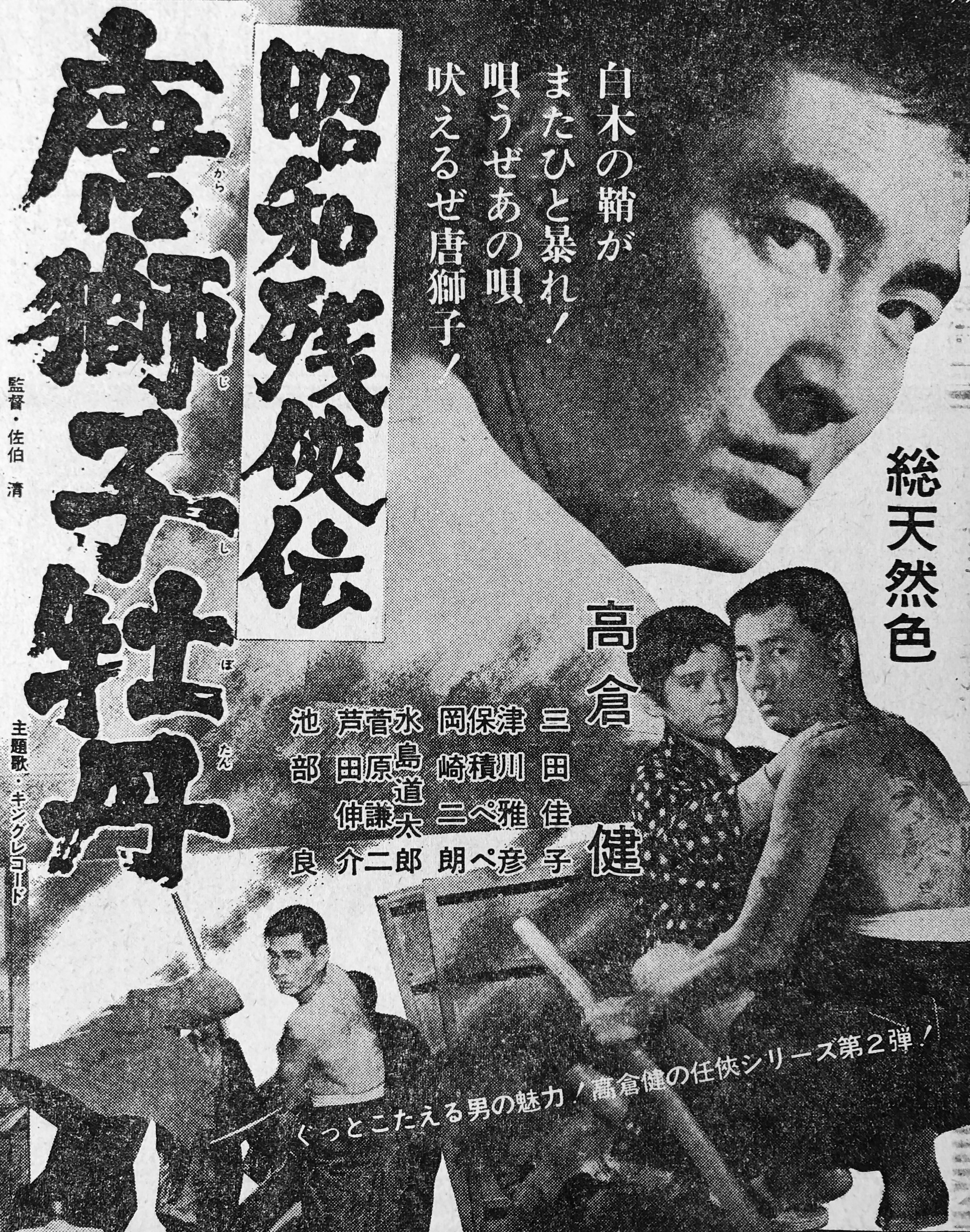
『昭和残侠伝 唐獅子牡丹』（1966年）

翌1964年に岡田茂が東映京都撮影所（以下、東映京都）所長に復帰すると同撮影所のリストラを進め、不振の続く従来型の時代劇はテレビに移し、時代劇映画からヤクザ映画（任侠映画）路線の転換を行う。東映東京で成功した任侠路線を東映京都改革の切り札として持ち込み、その任侠二大路線として、初の本格的ヤクザ映画、鶴田浩二主演「博徒シリーズ」と高倉健主演「日本侠客伝シリーズ」を企図した。『日本侠客伝』は岡田が、亡き主君のために復讐を成し遂げた義理堅い武士たちの物語、日本の古典『忠臣蔵』をモデルに構想したものである。『映画ジャーナル』は1965年10月号で「東映の岡田茂は、沈滞した京都でひとり奮闘し、鶴田浩二、高倉健を主軸に新時代劇ともいうべき明治・大正ものを生み出して、近年稀なヒットシリーズを連作して気を吐いている」と評されている。同号は岡田と鈴木炤成大映プロデューサーとの対談であるが、岡田は「ぼくが京都の撮影所所長になって、時代劇ファンを呼び戻そうと、いろいろテを替え品を替えやってみたんですが、どうも結果がよくない。それで大映の『座頭市』というヒット時代劇を見て、『これはほんとうの時代劇なのだろうか、非常に特殊な作品系列に属するものでないか』などと考えたんです。それで思い切って、時代を明治、大正に求めてやってみた。『日本侠客伝』や『関東流れ者』のような大正やくざは、時代劇だという観念で作ったわけです」などと述べている。岡田は博打シーンのリアルさを求め、撮影所に本職のヤクザを招いて、キャスト・スタッフに演技指導させた。本職が撮影所内を大勢で闊歩するようになったのはこれが始まり。これらは大成功し、次々に人気任侠シリーズが生まれ、観客動員No.1に返り咲き、興行的にも大成功した。こうして東映自ら一連の企画を「やくざ路線」と呼称しはじめた。この東映任侠路線の成功が他社にも波及し、その数が急増するにつれて、この「やくざ路線」的な企画が他社にも波及しはじめたとき、ジャーナリズムがそれらを一括して「やくざ映画」と呼びはじめたのである。佐藤忠男は「この一連のやくざ映画を、それまでにもあった時代劇のやくざものや現代劇の暴力団ものとは違う独特の美学を持つものとして区別するために呼んだのが任侠映画という呼称」と述べている。これらは少しは誤りで『人生劇場 飛車角』公開時のプレスシートに「東映やくざ路線の第一弾として重厚味を持った意欲作である」と明記され、『月刊明星』1963年4月号の『人生劇場 飛車角』を紹介する頁にも「東映が新しく打ち出した"やくざ路線"の第一弾」と書かれており、『人生劇場 飛車角』を公開する際に「やくざ映画」や「やくざ路線」という言葉は使用されていた。
それまで、この呼称は戦前派侠客の映画を指しており、明治から昭和初期までの時代の侠客を主人公として映画も既に存在していたが、かくも大量に作られはじめたのは日本映画史上、はじめてである。やくざ映画は日本映画史の一角を占め、一つの様式美を作った。この名称が定着すると、それはヤクザ者を主人公とするあらゆる映画への適用範囲を広げ、以前は「股旅映画」と呼ばれていた類の時代劇から、戦後を背景としたギャング映画や不良少年映画までも、ヤクザ映画と呼ばれるようになったのが、1970年以降。東映を中心とした1960年代の「やくざ映画」は「任侠映画」と呼ばれるが、「任侠映画」という呼称は1970年前後の文献に見られる。
1966年、大手新聞がヤクザ映画を誌上で批判しても結局、映画の題名を新聞の発行部数だけ撒き散らすことになり、ヤクザ映画に利するだけという判断に立ち、ヤクザ映画の批評を一切しないという密約を交わし、ヤクザ映画はエロダクション並みにミニコミ扱いを受けた。この処置に腹を立てた東映は、「それならヤクザ映画の試写会は一切やらない」と開き直った。今日の試写会状況は分からないが、1990年代ぐらいまでは、新聞記者や映画評論家は各社の新作の試写をタダで見て、その引き換えとして新聞や雑誌に記事を載せていたため、東映のヤクザ映画が好きな映画評論家は入場料を払ってヤクザ映画を見なければならなくなった。
1973年、「政治の季節」もピークアウトした段階で、東映は実際の暴力団の実態をドキュメンタリーに近い質感で描く『仁義なき戦い』を製作し大ヒットさせると、義理人情に厚いヤクザではなく、利害得失で動く現実的なヤクザ社会を描く映画を「実録シリーズ、または実録ヤクザ映画」と呼び、それまでのヤクザ映画は“任侠映画”と呼び区別されるようになった。「60年代の着流し任侠もの」と「70年代実録もの」を合わせて「ヤクザ映画」と呼ぶケースもある。 
"任侠映画"というと今日東映作品を指すケースも多く、1960年代に始まって同年代後半にはプログラムピクチャーの過半を占めるまでに繁栄し、1970年代になると衰退していった特殊な映画ジャンルを指す。例外もあるが、東映の"任侠映画"は、大正や明治時代を舞台にしているため、登場人物は着流しが多いが、"実録映画"は昭和の戦後を舞台にするため着流しではなく、スーツなどの洋服が多い。これらはほぼ全て岡田茂（元東映社長）と俊藤浩滋の両プロデューサーによって製作された。
任侠路線は通常は明治から昭和初めを時代背景とし、着流し姿の主人公ががまんを重ねて最後に義理人情に駆られて仇討ちに行くというほぼ似通った筋立てで、『人生劇場 飛車角』シリーズに始まって、『博徒』、『日本侠客伝』、『関東流れ者』、『網走番外地』、『昭和残侠伝』、『兄弟仁義』、『博奕打ち』、『緋牡丹博徒』、『日本女侠伝』の各シリーズで頂点を迎えた。俳優は鶴田浩二・高倉健・藤純子・北島三郎、村田英雄らが主役になり、池部良・若山富三郎・田中邦衛・待田京介・丹波哲郎・嵐寛寿郎・安部徹・松方弘樹・梅宮辰夫、大原麗子・三田佳子・佐久間良子らが脇を添えた。マキノ雅弘・佐伯清・加藤泰・小沢茂弘・石井輝男・山下耕作らがメガホンを取った。任侠路線は当時、サラリーマン・職人から本業のヤクザ・学生運動の闘士たちにまで人気があり、「一日の運動が終わると映画館に直行し、映画に喝さいを送った」という学生もいた。『博奕打ち』シリーズ第4作『博奕打ち 総長賭博』は三島由紀夫に絶賛された。当時のヤクザ映画は、60年安保に揺れる「政治の季節」を反映していた。村上春樹は、早稲田大学に在学中の1960年代の後半は「大学へはほとんど行かず、新宿でアルバイトなどをしながら、歌舞伎町東映でほとんど毎週ヤクザ映画を観ていた」と話している。また大島渚や山田太一、倉本聰らも東映任侠映画のファンだったと話している。柏原寛司は「メインの高倉健さん、鶴田浩二さんがいて、ゲストに嵐寛寿郎とか北島三郎とか、みんな立てて見せ場を作って、徐々に整理していって、最後、メインの対決にいく。すごいテクニック。東映の任侠映画は、プロのシナリオ術の基本」と述べている。1970年代前半には、東映はそれまでの高倉健による着物に日本刀といった任侠路線から、菅原文太の現代ヤクザが主役となった『仁義なき戦い』へと路線変更をおこない、選手交替する形で任侠映画は消えた。谷岡雅樹は『仁義なき戦い』に始まる「東映実録路線」を「東映後期任侠映画」と論じている。毎年元旦に放送されていた国民的番組『新春かくし芸大会』（フジテレビ）は映画のパロディをよくやったが、第11回の1974年元旦の東軍プログラムに『関東残侠伝二代目誕生』という出し物があった。西軍のプログラムには『社長マン遊記ポルノ温泉の巻』という今日ではアウトであろうタイトルの出し物もあった。番組視聴率は46.9％であった。

### 東映東京
1963年の東映東京撮影所による『人生劇場 飛車角』を皮切りに、義理人情に厚くヤクザの人間模様を描く作品が続々と製作されていった。同撮影所では『網走番外地シリーズ』、『昭和残侠伝シリーズ』、『子守唄シリーズ』、『現代やくざシリーズ』、『関東テキヤ一家シリーズ』を、高倉健・菅原文太・千葉真一の主演で、石井輝男・佐伯清・鷹森立一・降旗康男・鈴木則文が監督として参画している。

### 東映京都
一方の東映京都撮影所は1950年代、時代劇ブームで絶好調だったものの、1961年と1962年に、仲代達矢主演の本格時代劇『用心棒』、『椿三十郎』がヒットすると、東映京都で製作された時代劇では浪人も貧しい町人もヤクザもきれいな厚化粧をしており、刀で斬っても血も音も出ない旧来の歌舞伎なため、客足はみるみる減っていった。「時代劇の東映」と言われ、観客動員No.1だった東映は、他社のように現代劇でカバーできず、深刻な影響を受けた。東映京都では、客が入らなくなっていた時代劇を止め、ヤクザ映画に切り替え、量産し始める。『博徒シリーズ』、『日本侠客伝シリーズ』、『極道シリーズ』、『緋牡丹博徒シリーズ』を鶴田浩二・若山富三郎・高倉・藤純子の主演で、メガホンを小沢茂弘・マキノ雅弘・山下耕作・鈴木・加藤泰が執った。
両撮影所の上記作品には、助演として片岡千恵蔵・嵐寛寿郎・丹波哲郎・池部良・安部徹・田中邦衛・待田京介・山城新伍・梅宮辰夫・三田佳子・松方弘樹・大原麗子・渡瀬恒彦らが出演していた。映画プロデューサーには岡田茂と俊藤浩滋がおり、特に俊藤は任侠路線を定着させ、次々とヒット作を世に送り出し、その功績は大きい。サラリーマン・自営業・職人から本業のヤクザ・学生運動の闘士たちにまで人気があり、「一日の運動が終わると映画館に直行し、映画に喝采を送った」という学生もいた。1968年の東京大学駒場際のポスターでは『昭和残侠伝 唐獅子牡丹』の主題歌の歌詞を捩った「とめてくれるなおっかさん／背中のいちょうが泣いている／男東大どこへ行く」（橋本治）というキャッチコピーが掲げられるなど、東映任侠映画は時代の空気をいっぱいに孕んだサブカル的アイコンでさえあった。東映任侠路線は1973年の「現代任侠史」まで約10年続いた。
1973年の『仁義なき戦い』から「実録路線」に転換するが、ネタも早早と尽き、破れかぶれ風の実録風映画や「日本の首領シリーズ」のような"ファミリーヤクザ"を試みたり、任侠路線と同様に手を変え品を変え延命させた。

## 松竹・東宝
ホームドラマ・文芸作品が得意の松竹はジリ貧だったが、1960年代中盤に安藤昇主演の『血と掟』など、僅かながらヤクザ映画が制作される。渥美清がTVで演じたテキヤが主人公の『男はつらいよ』を1969年に映画化し、成功。『男はつらいよ』は東映ヤクザ映画のパロディとして企画されたといわれる。ヤクザ臭をなくし松竹得意のほのぼのとした人情喜劇とし、1990年代まで続くロングシリーズとなった。
東宝は、1960年代には鶴田浩二主演の『暗黒街』シリーズを制作。1971年には傍系会社の東京映画が東映の倍以上の予算をかけ、仲代達矢主演（脇には他社では主演級の安藤・丹波・江波杏子らを揃えた）の『出所祝い』を制作した。しかし、同時期に東映が制作した高倉の『昭和残侠伝 吼えろ唐獅子』の前に惨敗。その後はヤクザ路線から撤退し、東宝が得意とする特撮映画『ゴジラ』シリーズや『日本沈没』『ノストラダムスの大予言』といったパニック映画を制作した。

## 日活・大映
深刻な客離れにあった日活は、石原裕次郎・小林旭・渡哲也・高橋英樹・野川由美子らを主演にした「擬似東映路線」といえるヤクザ映画を量産したが、いずれも東映ヤクザ映画の人気には遠く及ばなかった。その中で日活を代表するシリーズとしては高橋英樹の『男の紋章シリーズ』があった。また、渡哲也の『無頼』シリーズについては、評論家西脇英夫が、「延々とくりひろげられる追っかけ、泥まみれ、血まみれになり、斬られても斬られても立ち上がり短いドスをふりかざし青筋を立てて飛びかかって来る渡の顔には、鶴田浩二の冷ややかさも、高倉健の豪放さもなく、狂気としか言いようのない孤独な寂しさがある」と評した。
大映は、江波杏子の『女賭博師』シリーズや勝新太郎の『座頭市シリーズ』『悪名シリーズ』がヒットし、東映と競り合った。しかし勝新太郎、市川雷蔵の二人以外に人気男優もおらず、主役を支える脇役もいなかった。『悪名』に出演していた田宮二郎が1968年に大映を離れ、翌年に『若親分シリーズ』の市川雷蔵が病死した頃には苦境に陥っていた。ヤクザ映画ブームの流れに乗り、延命のため「ダイニチ映配」を設立してヤクザ映画を市場へ供給した両社だったが、1971年に大映は倒産。日活も同年からロマンポルノ路線に転進し、著名な俳優は日活を離れた。

## 1980年代
1980年代はヤクザ映画にとっては昭和期のラストランといえる時期で、本家東映は『鬼龍院花子の生涯』「極道の妻たちシリーズ」など、女優を押し出したヤクザ映画を量産した。また1983年にそれまでのヤクザ映画を全否定するような『竜二』が持ち込まれ、大ヒットしたことから、東映はここから「ネオやくざ路線」を敷き、『ちょうちん』『極道渡世の素敵な面々』『恋子の毎日』『オルゴール』『悲しきヒットマン』などを製作した。1980年代からレンタルビデオによる映画供給が可能となり、これを受けて東映は、映画館での上映を考慮せず、ビデオカセットのみで発売される作品として、東映の子会社「東映ビデオ」から「東映Vシネマ」と呼ばれる多数のヤクザ映画を発売し、大成功をおさめた。これを見て、他の大手映画会社もオリジナルビデオを製作し、GPミュージアムソフトなど独立系も追従して、オリジナルビデオの制作会社が多数設立された。哀川翔・竹内力・松方弘樹・小沢仁志・清水健太郎・中条きよし・白竜・清水宏次朗・的場浩司ら主演の、低予算ヤクザ映画が量産され、竹内力主演の『難波金融伝・ミナミの帝王』など「金融ヤクザ映画」とも呼ぶべき新ジャンルも存在する。1980年代後半からの北野武監督による一連のヤクザ映画も評価を受けた。
日本のヤクザ映画は海外でも注目を集め、その影響を強く受けた映画も登場した。ハリウッドではロバート・ミッチャムが、高倉健主演の『ザ・ヤクザ』や『ブラック・レイン』（1989年）を制作。米国以外ではフランス・イタリア・香港・台湾・韓国でヤクザ映画を意識した作品が製作されている。代表的な監督にはクエンティン・タランティーノがいる（キル・ビルなど多数）。

## 1990年代以降

### テレビ放映など
現在はレンタルビデオ・DVDでの鑑賞が中心だが、かつては「ヤクザ映画」の上映に特化した映画館もあった。東京では新宿昭和館（2002年閉館）・浅草名画座（2012年10月閉館）、大阪の新世界東映・日劇会館（2012年8月にゲイ映画館に転換）、神戸の福原国際東映（現在は成人映画を上映）などが有名であった。
2006年4月より経済産業省の指導でCESA、コンピュータソフトウェア倫理機構、日本アミューズメントマシン工業協会、映倫管理委員会、日本ビデオ倫理協会と映像コンテンツ倫理連絡会議（仮称）において審査基準・表示の一本化を協議することが決定している。それに伴い、年齢指定が変わる可能性がある。
沖縄県では1990年代前半に県内で起きた暴力団抗争以後、テレビ放送並びに上映を自粛している。東京キー局でテレビ放送される場合は、沖縄のみ差し替えられることも少なくない（特に他系列ネットの場合）。
また暴力団対策法以後は全国の地上波テレビにおいてヤクザ映画（特に“実録シリーズ”）に関しては、再放映でも放映することが極めて困難であるとされ、高倉健が死去した際にも『網走番外地シリーズ』等数多くのヤクザ映画の出演映像は放送されなかった。菅原文太、松方弘樹、梅宮辰夫の死去の際も同様にヤクザ映画の出演映像は一切放送されなかった。現在では、スポンサーやコンプライアンスの関係から、テレビにおいてヤクザやヌードを取り上げることがタブーとなる傾向にある。ただ、テレビ東京やTOKYO MX、BS / CS放送においては、ヤクザ映画やロマンポルノが放映される可能性がある。

## 21世紀の製作状況
1992年の暴力団員による不当な行為の防止等に関する法律（暴力団対策法）施行、2010年に全都道府県で暴力団排除条例（暴排条例）の施行があり、ヤクザ映画の製作本数はめっきり減った。ヤクザは警察による壊滅の対象となるばかりで、大衆の共感や憧れを集めることはなくなった。『孤狼の血』『孤狼の血 LEVEL2』の紀伊宗之東映プロデューサーは、「1980年代に入ってバブルへと突き進む中で、バンカラもダサいと言われ、恋愛することが青春のように変わっていった。時代が豊かになっていくと同時に衰退していきました。ヤクザ映画もドロップしていきました。Vシネマという形に変わり、2000年代に入ってもしばらくは生き残っていたけれど、やがてそれも見られなくなって、時代に取り残されていった。映画としてのクオリティーを担保できなかったこともあると思う。今の若い人にとってみれば、ヤクザはファンタジー」などと述べている。
現実のヤクザの命脈が途絶えようとしている平成の終わりから令和にかけて、『ヤクザと憲法』（2016年）、『孤狼の血』（2018年）、『ヤクザと家族 The Family』（2021年）、『すばらしき世界』（2021年）、『孤狼の血 LEVEL2』（2021年）と5本ものヤクザを主人公とする映画が撮られ、いずれも作品として内容も評価され、世間に取り上げられたことでの注目を集めてヒットした。『ヤクザと憲法』は、劇映画ではなく、ヤクザの生活に密着し、そのシノギ（稼業）を描いた初めてといえる異色のドキュメンタリーだった。『孤狼の血 LEVEL2』は製作にあたり、多田憲之東映会長が「時代に風穴を開ける作品を作り続けることが東映の使命ですので、続編の決定を致します」とコメントした。白石和彌監督は「昔は本物のヤクザから色々聞けたそうですが、今は聞けない。それこそもう『仁義なき戦い』を見てくださいになる。時代劇として作っていくものになりつつあります。役者は皆、広島の言葉で怒鳴り合いたい、がなり合いたいという、憧れのような気持ちがあります。いろんな役者に私も『広島に連れて行ってください』って言われるんです。刑事役でオファーすると断られたりもして。ヤクザ役がいいそうです。楽しいんだと思いますよ。そこは皆一様に言いますね。プロデューサーからは『長らくこういう作品を作っていない。とにかく暴れ倒してほしい』と言われました。『韓国映画に先に行かれているので、尻尾をつかんでほしい』と言われました」などと述べている。『ヤクザと家族 The Family』では、元ヤクザの作家・沖田臥竜が監修を務めた。『すばらしき世界』の西川美和監督は、「日本のヤクザ映画は1つのジャンルになっていますが、いまはヤクザ映画がエンターテイメントとして成し得てきたカタルシスが通用しなくなっています。脚本を書くうえで、日本のヤクザ映画を直接的に参照はしていません」などと述べている。